# Friedhelm Hofmann

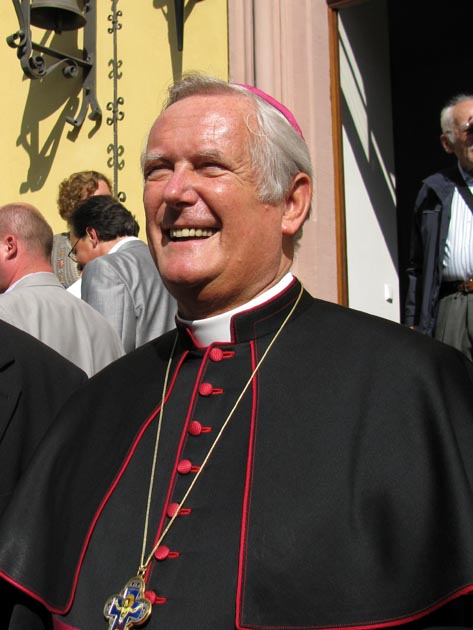
Bischof Hofmann im Herbst 2009

Bischofswappen von Friedhelm Hofmann

Friedhelm Hofmann (* 12. Mai 1942 in Köln-Lindenthal) ist ein deutscher römisch-katholischer Geistlicher, Kunsthistoriker und emeritierter Bischof von Würzburg.

## Leben
Hofmann, dritter von vier Brüdern, besuchte die Grundschule in Köln-Vogelsang und ab 1955 das Erzbischöfliche Collegium Marianum in Neuss. Nach dem Abitur am dortigen Quirinus-Gymnasium studierte Hofmann ab 1963 Katholische Theologie an der Rheinischen Friedrich-Wilhelms-Universität Bonn und der Universität zu Köln.
Er empfing am 3. Februar 1969 in Köln das Sakrament der Priesterweihe durch Josef Frings. Anschließend wirkte er als Kaplan an St. Peter in Köln-Ehrenfeld. 1972 wurde er als Domvikar und Dompfarrvikar an den Kölner Dom berufen. Parallel studierte er Kunstgeschichte und Philosophie; 1979 wurde er mit einer kunstgeschichtlichen Arbeit über zeitgenössische Darstellungen der Apokalypse-Motive im Kirchenbau seit 1945 in Bonn zum Dr. phil. promoviert. Seit 1978 war er außerdem Vorsitzender des Deutschen Lourdes-Vereins. 1980 wurde er zum Mitglied des Kölner Domkapitels gewählt und war gleichzeitig Dompfarrer. Am 18. Oktober 1983 wurde er als Ehren-Konventualkaplan in den Malteserorden aufgenommen. Papst Johannes Paul II. verlieh ihm am 17. März 1984 den Ehrentitel Kaplan Seiner Heiligkeit (Monsignore). 1981 wurde er zum Künstlerseelsorger für das Erzbistum Köln und damit der Künstler Union Köln ernannt.
Friedhelm Hofmann ist seit 1963 Mitglied der V.k.Th. Burgundia Bonn und Ehrenmitglied der katholischen Studentenverbindungen KDStV Ascania Bonn im CV und KDStV Burgundia (Leipzig) Düsseldorf im CV. Seit Pfingsten 2014 ist er zudem Ehrenmitglied der KDStV Markomannia Würzburg im CV sowie seit Juni 2015 Ehrenmitglied des KStV Walhalla Würzburg im KV. 2015 erfolgte die Aufnahme in die Bruderschaft von Santa Maria dell’Anima („Animabruderschaft“) in Rom.

### Weihbischof in Köln und Bischof in Würzburg
Am 25. Juli 1992 wurde Friedhelm Hofmann von Johannes Paul II. zum Titularbischof von Taddua ernannt und zum Weihbischof im Erzbistum Köln bestellt. Am 13. September 1992 empfing er durch den Erzbischof von Köln, Joachim Kardinal Meisner, die Bischofsweihe; Mitkonsekratoren waren die beiden Kölner Weihbischöfe Josef Plöger und Walter Jansen. Als Bischofsvikar wurde ihm der Pastoralbezirk Nord und der Aufgabenbereich Ständiger Diakonat zugeteilt.
Johannes Paul II. ernannte ihn am 25. Juni 2004 zum 88. Bischof von Würzburg. Hofmann war Amtsnachfolger von Paul-Werner Scheele, der 2003 zurückgetreten war; seitdem war Weihbischof Helmut Bauer gewählter Diözesanadministrator für die Zeit der Sedisvakanz. Die Amtseinführung Hofmanns fand am 19. September 2004 im Kiliansdom zu Würzburg statt.
Mit seiner Amtseinführung in Würzburg schied Hofmann aus dem Kölner Domkapitel und dem Klerus des Erzbistums Köln aus. Kardinal Meisner ernannte ihn am 5. September 2004 zum Kölner Ehrendomherrn.
Während seiner Tätigkeit als Würzburger Bischof befasste er sich als Kunsthistoriker auch mit der Beziehung von Kunst und Glaube.
Am 18. September 2017 nahm Papst Franziskus das von Bischof Hofmann aus Altersgründen eingereichte Rücktrittsgesuch an.

### Überdiözesane Aufgaben
Bischof Hofmann ist Vorsitzender der Liturgiekommission und stellvertretender Vorsitzender der Kommission für Wissenschaft und Kultur der Deutschen Bischofskonferenz. Als Vorsitzender der Unterkommission „Gemeinsames Gebet- und Gesangbuch“ der Liturgiekommission der Deutschen Bischofskonferenz war er seit 2002 maßgeblich verantwortlich für die Erstellung der Neufassung des Gebet- und Gesangbuchs Gotteslob, die ab dem 1. Dezember 2013 eingeführt wurde.

## Bischofswappen
Das Gerokreuz zeigt die Verbundenheit mit der Kathedralkirche in Köln, in der er 1992 zum Bischof geweiht wurde. Feld 1 und 4, drei silberne Spitzen auf rotem Grund – der Frankenrechen –, stehen für das Bistum Würzburg. Feld 2 und 3, die goldene Strahlengloriole auf blauem Grund, verweisen auf den brennenden Dornbusch, aber auch auf die Auferstehung Jesu Christi.
Sein Wahlspruch Crux spes unica („Das Kreuz – einzige Hoffnung“), den er sich bereits als Weihbischof gewählt hatte, war die zentrale Aussage der von ihm hochverehrten Heiligen Edith Stein.

## Umgang mit sexuellen Übergriffen innerhalb der Kirche
Kritisch betrachtet wurde Hofmanns Reaktion auf einen Fall von sexuellem Missbrauch, in dessen Folge er nach Aussagen des Opfers versucht haben soll, sexuelle Übergriffe eines Priesters auf einen minderjährigen Ministranten angeblich nicht an die Öffentlichkeit dringen zu lassen. Gleichwohl habe er jedoch sofort ein kirchenrechtliches Verfahren eingeleitet. Nach Aussagen der zuständigen Staatsanwaltschaft sei Hofmann nicht verpflichtet gewesen, Strafanzeige zu stellen. Das Verfahren wurde im November 2006 – nach der Selbsttötung des mutmaßlichen Täters – eingestellt.

## Zueignungen
Die Bremer Professorin und Komponistin Adelheid Geck komponierte zur Bischofsweihe von Friedhelm Hofmann am 13. September 1992 die Motette Sacerdos et Ponfifex für Chor SATB und Orgel.